# 帝京大学
帝京大学（ていきょうだいがく、英語: Teikyo University）は、東京都板橋区加賀2-11-1に本部を置く日本の私立大学。1931年創立、1966年大学設置。大学の略称は帝京大（ていきょうだい）、帝京（ていきょう）。

## 概観

### 大学全体

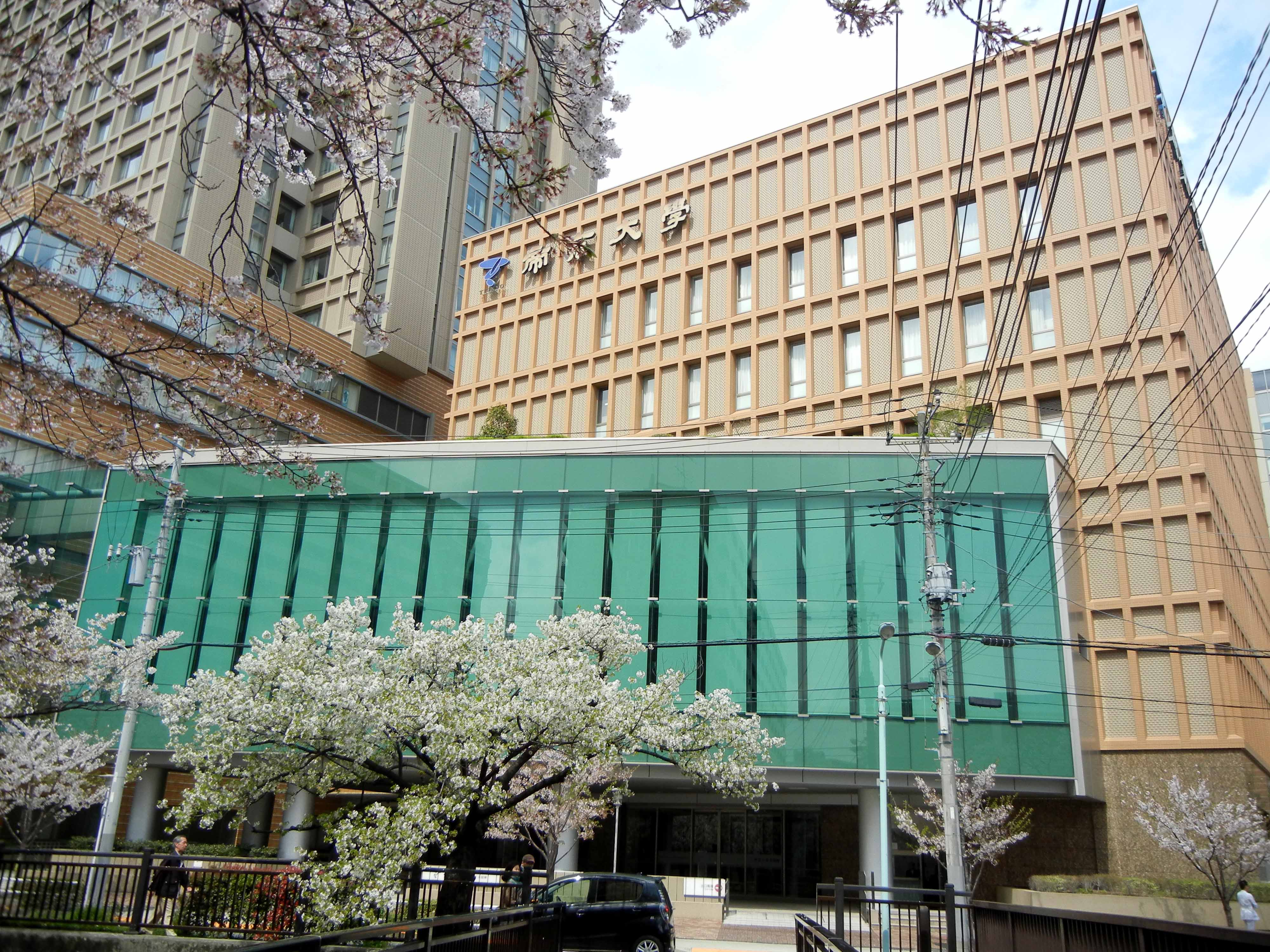
板橋キャンパス本部棟

帝京大学は1931年（昭和6年）に冲永荘兵衛が東京府渋谷町（現・東京都渋谷区）に創立した財団法人帝京商業学校を起源とする。1966年（昭和41年）に、産婦人科学の医学者である冲永荘一により帝京大学が創設された。
帝京大学の教育理念である自分流とは生き方の哲学であり、自分で考え、判断し、行動し、その結果に対して自ら責任を持つという言葉で具体的に表現され、自立し自らを律することの出来る人材の育成を基本理念としている。また教育指針の3つの柱として実践を通して論理的な思考を身につける実学、異文化理解の学習・体験をする国際性、必要な知識・技術を偏ることなく幅広く学ぶ開放性を掲げている。
大学全体における教育カリキュラムの特色として教育理論より社会に直結した実学を重視しており、現在は10学部31学科11研究科（2専門職大学院）、学生数2万3千人を擁する国内有数の総合大学となっている。

### 建学の精神
帝京大学建学の精神は、努力をすべての基とし偏見を排し、幅広い知識を身につけ、国際的視野に立って判断ができ、実学を通して創造力および人間味豊かな専門性ある人材の養成を目的とするである。大学創立時の1966年に選定された建学の精神は学生証や学生便覧、Teikyo Student Pocket Diary（学生手帳）および教職員の身分証明書（ID）にも記載されている。

### 学風および特色

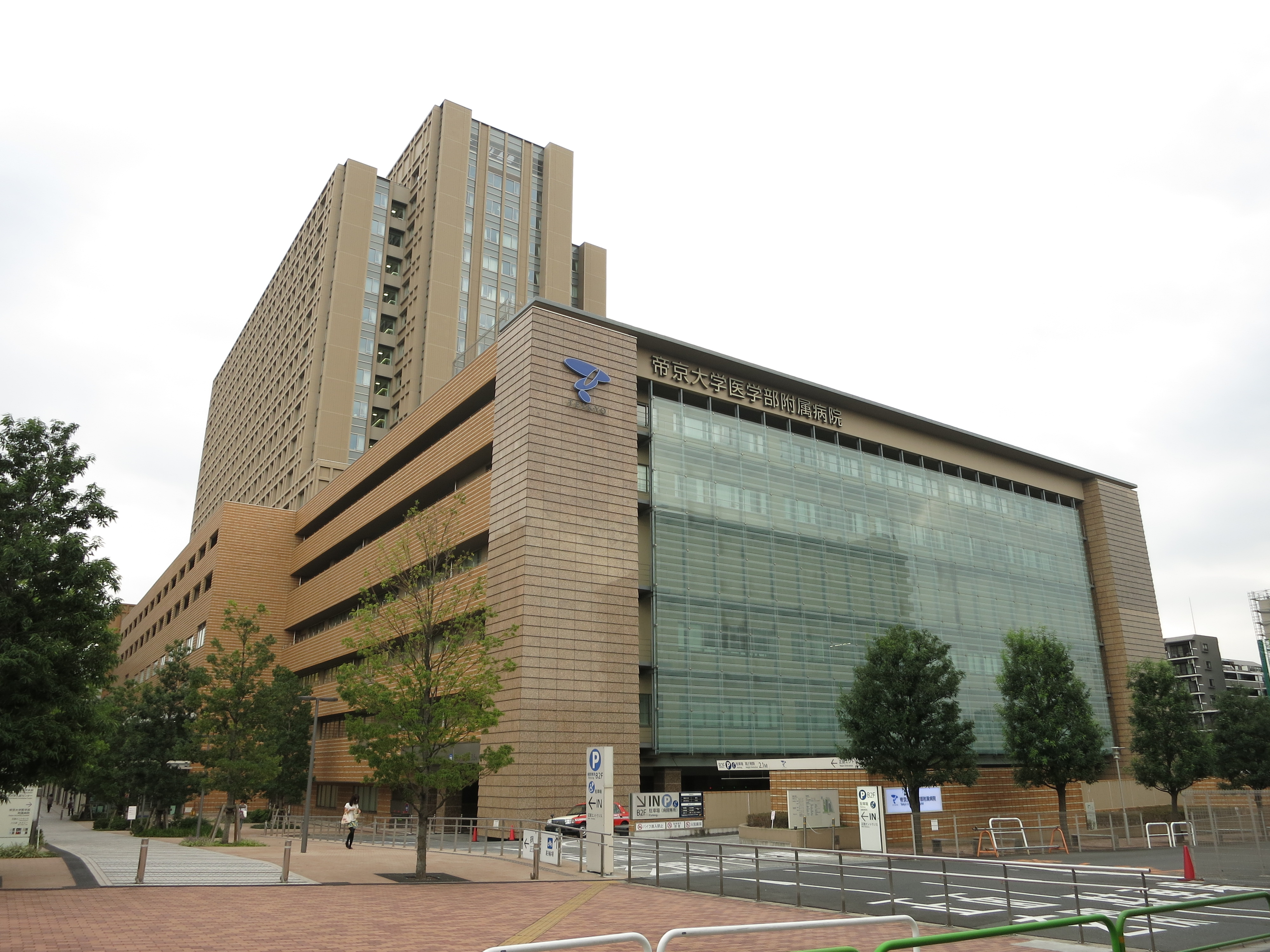
帝京大学医学部附属病院

医療系学部（医学部、薬学部、医療技術学部）が設置された板橋キャンパスでは医系3学部を同じキャンパスに配置し、近年の医療環境モデルのひとつである『チーム医療』を学ぶことが出来る。また医療系学部の学生が学ぶ板橋キャンパス校舎は高度先進医療および在学生の教育・研究施設である帝京大学医学部附属病院に隣接し、大学の講義のほか大学病院内で臨床教育実習を実践することが出来る。
文系学部（経済学部、法学部、文学部、外国語学部、教育学部）が設置された八王子キャンパスでは入学時よりキャリア教育を重視し、学部横断的に単位化した『キャリアデザインと職業選択』などキャリア教育科目の講義を行うとともに、新入生には『職業適性検査（SPI）と就活コンピテンシー診断』を実施するなど1年次より5-10年後のなりたい将来像および職業倫理を考える科目が充実している。また東京都新宿区の新宿イーストサイドスクエア6階に民間人材会社のキャリアカウンセラーを配置したキャリアサポートセンター（CSC）新宿サテライトを設置し、在学生・卒業生の都心での就職・転職活動を支援している。

### 教育および研究
文部科学省および独立行政法人日本学術振興会に採択された平成24年度の科学研究費補助金（新規採択＋継続分）は129件、総額230,230,000円である。
大学創立者が医学者ということもあり医系分野の学術研究に重点を置いており、科研費の採択は医療系3学部（医学部・薬学部・医療技術学部）の教員による研究課題名（和文）が多い。

### 略歴
帝京大学は1931年（昭和6年）に冲永荘兵衛が東京府渋谷町に創立した財団法人帝京商業学校を起源としている。1966年（昭和41年）に産婦人科学の医学博士である冲永荘一により帝京大学が創設された。2031年には学園創立100周年を迎える。

### 年表
- 1931年 - 財団法人帝京商業学校設立。帝京商業学校設置。
- 1951年 - 財団法人帝京商業学校を学校法人帝京商業学校に改組。
- 1959年 - 学校法人帝京商業学校を学校法人帝京第一学園に改称。
- 1966年 - 帝京大学創立。文学部国文学科、英文学科、経済学部経済学科を設置。八王子キャンパスを開設。
- 1967年 - 法学部法律学科を設置。
- 1971年 - 医学部医学科を設置。医学部附属病院を開設。板橋キャンパスを開設。
- 1973年 - 文学部に教育学科教育学専攻、初等教育学専攻を設置。医学部附属溝口病院を開設。
- 1977年 - 薬学部薬学科、生物薬学科を設置。大学院医学研究科第一基礎医学専攻博士課程、第二基礎医学専攻博士課程、社会医学専攻博士課程、第一臨床医学専攻博士課程、第二臨床医学専攻博士課程を設置。相模湖キャンパスを開設。
- 1979年 - 大学院文学研究科国文学専攻修士課程、英文学専攻修士課程を設置。
- 1981年 - 大学院薬学研究科薬学専攻修士課程を設置。
- 1982年 - 大学院経済学研究科経済学専攻修士課程を設置。
- 1983年 - 大学院法学研究科法律学専攻修士課程を設置。大学院文学研究科に国文学専攻博士後期課程、英文学専攻博士後期課程を設置。大学院薬学研究科に薬学専攻博士後期課程を設置。
- 1984年 - 文学部に史学科を設置。
- 1985年 - 大学院経済学研究科に経済学専攻博士後期課程を設置。
- 1986年 - 文学部に社会学科を設置。大学院法学研究科に法律学専攻博士後期課程を設置。帝京大学医学部附属市原病院を開院。
- 1987年 - 学校法人帝京第一学園を学校法人帝京大学に改称。八王子キャンパスに体育施設アリーナと学生食堂を備えた蔦友館が竣工。
- 1988年 - 文学部に心理学科、国際文化学科を設置。
- 1989年 - 理工学部機械・精密システム工学科、電気・電子システム工学科、材料科学工学科、情報科学科、バイオサイエンス学科を設置。宇都宮キャンパスを開設。米国コロラド州デンバーに帝京ロレッタハイツ大学開校。
- 1990年 - 留学生別科日本語専攻を設置。
- 1994年 - 帝京大学附属放射線学校を開設。
- 1999年 - 文学部の国文学科を日本アジア言語文化学科に、英文学科を米英言語文化学科に改称。大学院文学研究科の国文学専攻を日本アジア言語文化専攻に、英文学専攻を米英言語文化専攻に変更。
- 2000年 - 経済学部に環境ビジネス学科を設置。大学院に理工学研究科総合工学専攻修士課程を開設。
- 2001年 - 理工学部の材料科学工学科を航空宇宙工学科に改組。大学院文学研究科に臨床心理学専攻修士課程、国際総合文化専攻修士課程を設置。
- 2004年 - 医療技術学部視能矯正学科を設置。大学院経済学研究科に経営学専攻博士前期課程・博士後期課程を設置。大学院理工学研究科に総合工学専攻博士後期課程を設置。帝京大学附属放射線学校学生募集を廃止。
- 2005年 - 福岡医療技術学部理学療法学科、作業療法学科を設置。医療技術学部に看護学科、診療放射線学科を設置。帝京大学大学院医療技術学研究科診療放射線学専攻を設置。文学部の日本アジア言語文化学科を日本文化学科に改称。大学院文学研究科の日本アジア言語文化専攻を日本文化専攻に改称。大学院文学研究科に心理学専攻博士後期課程を設置。留学生別科を日本語予備教育課程と生活指導相談部門からなる帝京スタディーアブロードセンターに改称（改組）。福岡キャンパスを開設。
- 2006年 - 薬学部の薬学科（4年制）と生物薬学科（4年制）の学生募集を停止し、薬学科（6年制）に変更。経済学部に観光経営学科を設置。経済学部の環境ビジネス学科を経営学科に改称。医療技術学部に臨床検査学科を設置。理工学部の材料科学工学科を廃止。大学院医療技術学研究科視能矯正学専攻博士前期課程・博士後期課程を設置。八王子キャンパスにメディアライブラリーセンター（MELIC）を設置。帝京大学医学部附属市原病院を帝京大学ちば総合医療センターに改称。
- 2007年 - 文学部の米英言語文化学科と国際文化学科を外国語学部外国語学科に改組。理工学部に情報科学科通信教育課程を設置。医療技術学部にスポーツ医療学科を設置。大学院理工学研究科（通信教育課程）情報科学専攻を設置。
- 2008年 - 理工学部の電気・電子システム工学科と情報科学科を募集停止し、ヒューマン情報システム学科を設置。医療技術学部に柔道整復学科を設置。
- 2009年 - 大学院教職研究科教職実践専攻専門職学位課程（教職大学院）を設置。大学院医療技術学研究科看護学専攻博士前期課程・博士後期課程、診療放射線学専攻博士前期課程・博士後期課程、臨床検査学専攻博士前期課程・博士後期課程を設置。板橋キャンパスに本部棟と医学部附属病院棟が竣工。
- 2010年 - 理工学部の航空宇宙工学科にヘリパイロットコースを設置。大学院薬学研究科の薬学専攻修士課程を学生募集停止。
- 2011年 - 経済学部に地域経済学科を設置。大学院公衆衛生学研究科公衆衛生学専攻専門職学位課程（公衆衛生大学院）を設置。大学院文学研究科の米英言語文化専攻博士前期課程・博士後期課程および国際総合文化専攻修士課程の学生募集を停止し、外国語研究科超域文化専攻博士前期課程・博士後期課程に改組。
- 2012年 - 文学部の教育学科教育学専攻および初等教育学専攻の学生募集を停止し、教育学部教育文化学科および初等教育学科に改組。大学院薬学研究科博士前期課程・博士後期課程の学生募集を停止し、博士課程を設置。大学院文学研究科に日本史・文化財学専攻博士前期課程・博士後期課程を設置。大学院医療技術学研究科に柔道整復学専攻修士課程を設置。霞ヶ関キャンパスを開設。薬学部を板橋キャンパスへ移転。
- 2013年 - 大学院理工学研究科の総合工学専攻を総合理工学専攻に改称。
- 2014年 - 福岡医療技術学部に看護学科、診療放射線学科を設置。大学院公衆衛生学研究科に公衆衛生学専攻博士後期課程を設置。助産学専攻科を設置。
- 2015年 - 八王子キャンパスに地上21階、地下2階の「SORATIO SQUARE」第Ⅰ期エリアが完成。理工学部のヒューマン情報システム学科を情報電子工学科に改称。
- 2016年 - 大学院経済学研究科に地域経済政策学専攻修士課程を設置。
- 2017年 - 帝京大学大学院医療技術学研究科診療放射線学専攻を細分化。診療放射線コース、医学物理士コースを設置。
- 2018年 - 経済学部に国際経済学科、法学部に政治学科を設置。大学院医療技術学研究科に救急救護学専攻を設置。大学院保健学研究科診療放射線科学専攻を設置。八王子キャンパス新校舎棟「SORATIO SQUARE」第Ⅱ期エリアが完成。八王子キャンパスにスポーツ医科学センターが竣工。
- 2019年 - 大学院保健学研究科に看護学専攻修士課程設置。
- 2021年 - 大学院医療技術学研究科にスポーツ健康科学専攻修士課程設置。宇都宮キャンパスに人工衛星開発の専門センター「宇宙機研究開発センター」を新設。先端総合研究機構設立。
- 2022年 - 外国語学部に国際日本学科を設置。
- 2025年 - 理工学部を再編。2学科制を予定。

## 基礎データ

### 所在地
- 板橋キャンパス（東京都板橋区加賀）
- 八王子キャンパス（東京都八王子市大塚）
- 宇都宮キャンパス（栃木県宇都宮市豊郷台）
- 福岡キャンパス（福岡県大牟田市岬町）
- 霞ヶ関キャンパス（東京都千代田区平河町）

### 象徴
- 校章
縦に書かれた『大學』の文字の両脇に帝京大学のシンボルである蔦の葉を垂れたデザインである。
- シンボルマーク

『帝京』の英語表記（TEIKYO）のイニシャルである『T』を図案化し、スクールカラーのエモーション・ブルーを基調色としている。3つの青い楕円が広がりゆく様子は帝京の学生たちの広がりゆく姿とはばたきを象徴し、同時に帝京の3つの教育指針である『実学』・『国際性』・『開放性』をシンボライズ。また中央の白い楕円は躍動する学生たちの未知なる力を表現している。
- スクールカラー

スクールカラーは情熱を表現するエモーション・ブルー。生き生きと未来へ向かって歩み出す情熱や希望、聡明を象徴するオリジナルカラーであり、シンボルマークや学内の紙媒体、公式ホームページの基調色などに使用されている。

### 校歌

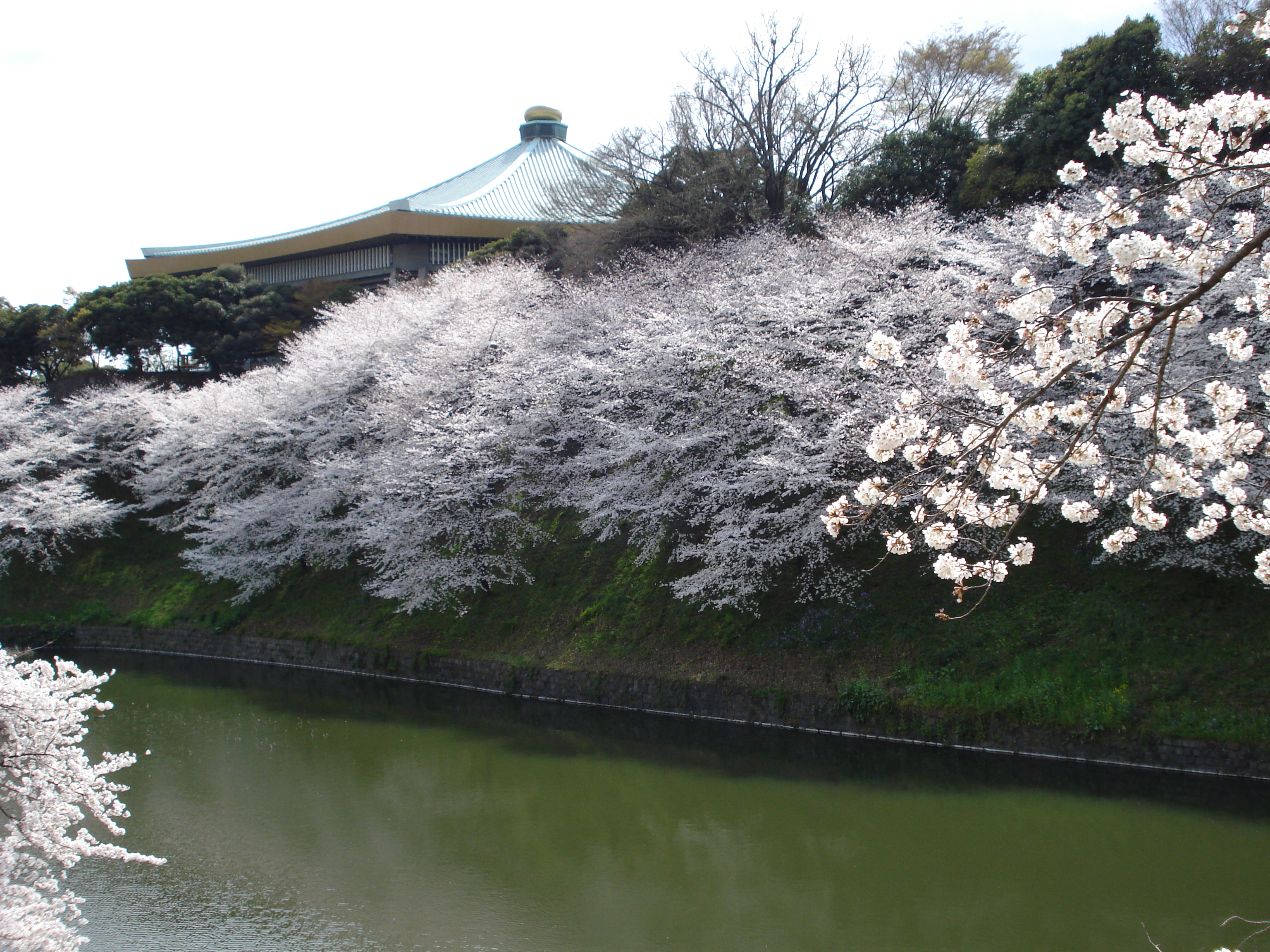
入学式および学位授与式が挙行される日本武道館（左奥）と満開の桜の様子

- 帝京大学校歌 作詞 山添花秋 作曲 岡村雅雄
毎年春に日本武道館で行われる入学式や卒業式において、吹奏楽部による演奏により学生・教職員・来場者一同で斉唱される。

### 応援歌
- 帝京大学応援歌 〜王者の誇り〜 作詞 いではく 作曲 遠藤実

## 教育および研究

### 学部
- 法学部
  - 法律学科
    - 司法コース
    - ビジネス法務コース
    - 現代社会と法コース

  - 政治学科
    - 公共政策コース
    - 政治コース
- 経済学部
  - 経済学科
  - 国際経済学科
  - 地域経済学科
  - 経営学科
    - 経営コース
    - 企業と会計コース
    - スポーツ経営コース

  - 観光経営学科
- 文学部
  - 日本文化学科
  - 史学科
    - 日本史コース
    - 東洋史コース
    - 西洋史コース
    - 地理学コース
    - 考古学コース
    - 美術史・文化遺産コース

  - 社会学科
  - 心理学科
    - 基礎心理コース
    - 発達心理コース
    - 社会心理コース
- 外国語学部
  - 外国語学科
    - 英語コース
    - ドイツ語コース
    - フランス語コース
    - スペイン語コース
    - 中国語コース
    - コリア語コース

  - 国際日本学科
- 教育学部
  - 教育文化学科
    - 生涯学習コース
    - 中等教育コース

  - 初等教育学科
    - 初等教育コース
    - こども教育コース
- 理工学部
  - 総合理工学科 (2025年度開設予定)
    - 機械・航空宇宙コース
    - ロボティクス・AIコース
    - 情報科学コース
    - 環境バイオテクノロジーコース

  - データサイエンス学科 (2025年度開設予定)
  - 機械・機密システム工学科 (2024年度募集停止)
  - 航空宇宙工学科 (2024年度募集停止)
    - 航空宇宙工学コース
    - ヘリパイロットコース

  - 情報電子工学科 (2024年度募集停止)
    - 情報科学コース
    - 情報メディアコース
    - エレクトロニクスコース

  - バイオサイエンス学科 (2024年度募集停止)
  - 情報科学科 (通信教育課程)
- 医学部
  - 医学科
- 薬学部
  - 薬学科
- 医療技術学部
  - 視能矯正学科
  - 看護学科
  - 診療放射線学科
  - 臨床検査学科
  - スポーツ医療学科
    - 健康スポーツコース
    - 救急救命士コース
    - トップアスリートコース

  - 柔道整復学科
- 福岡医療技術学部
  - 理学療法学科
  - 作業療法学科
  - 看護学科
  - 診療放射線学科
  - 医療技術学科
    - 救急救命士コース
    - 臨床工学コース

### 研究科
- 医学研究科
  - 医学専攻（博士課程）
- 薬学研究科
  - 薬学専攻（博士課程）
- 経済学研究科
  - 経済学専攻（修士・博士後期課程）
  - 経営学専攻（修士・博士後期課程）
  - 地域経済対策学専攻（修士課程）
- 法学研究科
  - 法律学専攻（修士・博士後期課程）
- 文学研究科
  - 日本文化専攻（修士・博士後期課程）
  - 日本史・文化財学専攻（修士・博士後期課程）
  - 臨床心理学専攻（修士課程）
  - 心理学専攻（博士後期課程）
- 外国語研究科
  - 超域文化専攻 (修士・博士後期課程）
- 理工学研究科
  - 総合理工学専攻（修士・博士後期課程）
  - 情報科学専攻（修士課程・通信制）
- 医療技術学研究科
  - 視能矯正学専攻（修士・博士後期課程）
  - 看護学専攻（修士・博士後期課程）
  - 診療放射線学専攻（修士・博士後期課程）
    - 診療放射線コース
    - 医学物理士コース

  - 臨床検査学専攻（修士・博士後期課程）
  - 柔道整復学専攻（修士課程）
- 保健学研究科
  - 看護学専攻（修士・博士後期課程）
  - 診療放射線科学専攻（修士・博士後期課程）
- 教職研究科
  - 教職実践専攻（専門職学位課程）
    - スクール・リーダーコース
    - 教育実践高度化コース
- 公衆衛生学研究科
  - 公衆衛生学専攻（専門職学位・博士後期課程）

### 専門職大学院
- 教職研究科
  - 教職実践専攻（教職大学院）

入学者の教職経験により『スクール・リーダーコース』と『教育実践高度化コース』の2つのコースが設置されている。また教育目標の一つに『教育と医療の融合』を掲げており、医療系学部の教授陣による児童や生徒のメンタルケアを始めとした医系教養の講義が開設されている。
なお東京都教育委員会及び都内公立小学校との教育連携は早稲田大学、玉川大学、創価大学、東京学芸大学、帝京大学の5大学が認可されている。
- 公衆衛生学研究科
  - 公衆衛生学専攻（公衆衛生大学院）

『理論と実務を融合した実践教育』を基本理念とし、修業年限2年コースと修業年限1年コースの2つのコースが設置されている。また公衆衛生学の国際的な研究機関であるハーバード大学公衆衛生大学院と共同で開発・運営したプログラムを使用した、世界標準の米国型公衆衛生大学院（CEPH認定基準）に準拠された教育課程となっている。なお本課程修了者には公衆衛生学修士（MPH・Master Of Public Health）の学位が授与される。2014年4月より博士後期課程が開設された。

### 別科
- 帝京スタディアブロードセンター
  - 日本語予備教育課程
  - 生活指導相談部門

### 専攻科
- 助産学専攻科

### 教育

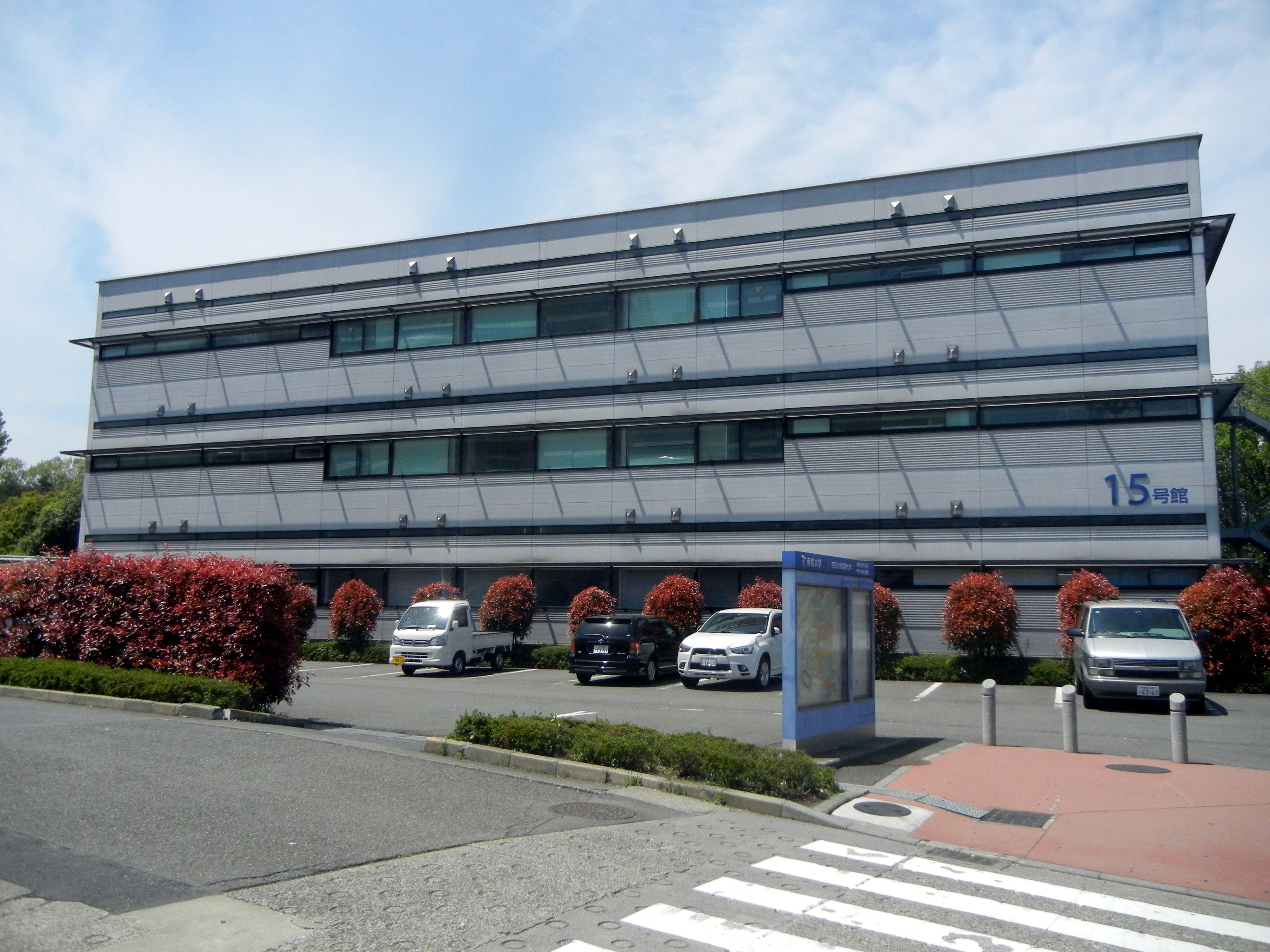
八王子キャンパス5号館

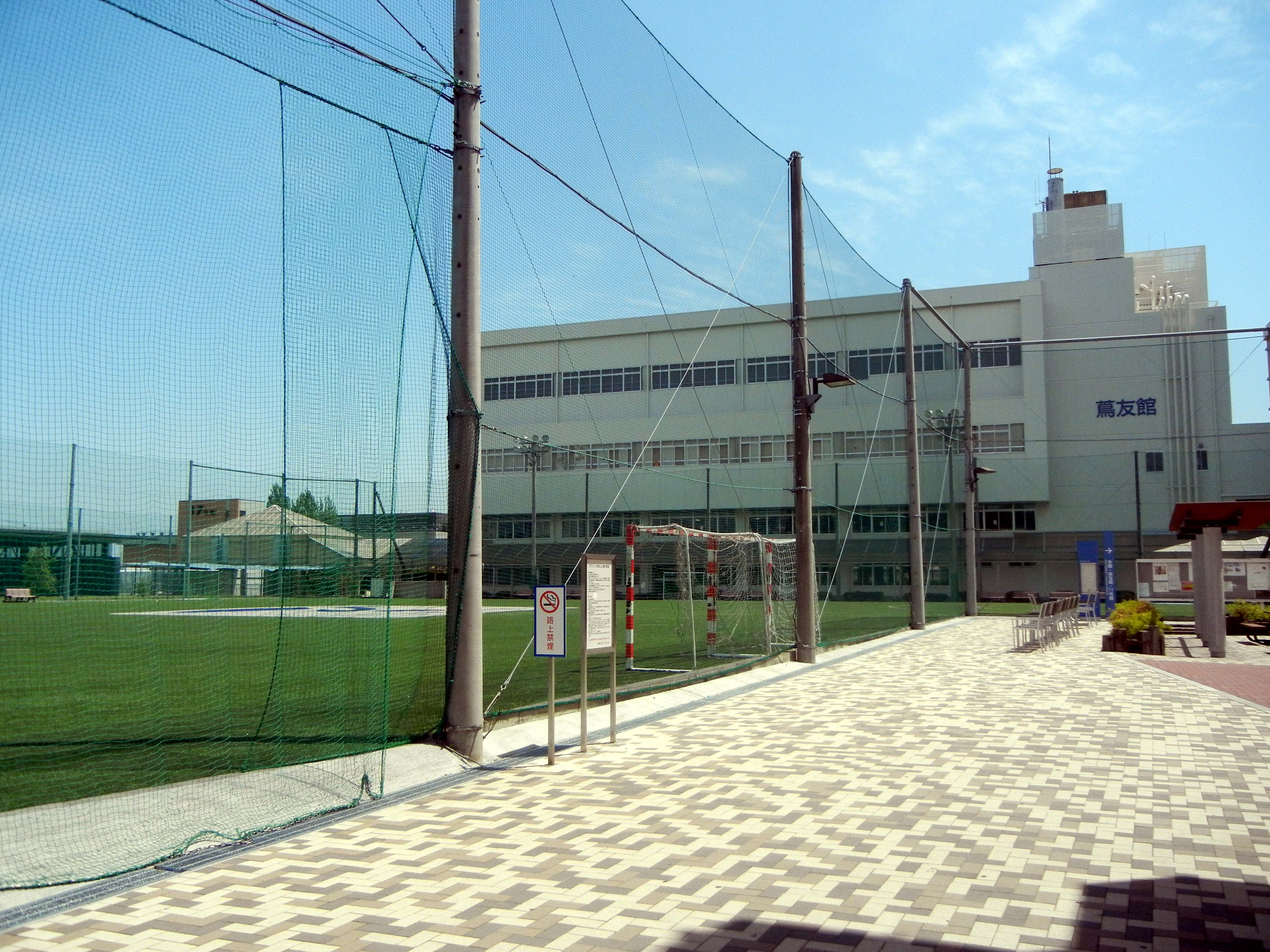
八王子キャンパス第1グラウンド（多目的広場）とアリーナや学食が入居する蔦友館（奥）

#### 文部科学省に採択されたプロジェクト
- 現代的教育ニーズ取組支援プログラム（現代GP）
- 大学生の就業力育成支援事業
  - 1件採択
  - 2010年
    - 『自分流』学生の育成と就業力の可視化

#### 卒業生・在校生就業支援プログラム
キャリアサポートセンター（CSC）では卒業生・在校生を対象とした生涯支援サービスのプログラムの一環として、また都内での就職・転職活動の拠点になることを目的として総合人材サービスを展開する株式会社東京海上日動キャリアサービスと提携し、東京都新宿区の新宿イーストサイドスクエア6階にキャリアサポートセンター（CSC）新宿サテライトを設置している。卒業生・在校生就業支援プログラムの内容は民間人材会社の専任キャリアカウンセラーによる面接指導や履歴書の書き方、キャリアカウンセリングを行っている。また新宿サテライト内にはパソコンスペースを設置しており、転職・就職活動の空き時間にパソコンを利用して企業の情報収集や書類作成を行うことが出来る。

#### 教職採用試験対策特別プログラム
文系学部の2年次以降の学生で教職（小・中・高等学校、特別支援学校の教員）を志望する学生を対象としたプログラムで、1講義90分×30回、6ヶ月の期間で特別講義を行っている。定員は130名で受講条件として教職を志し、かつ都道府県教育委員会等が実施する教員採用選考を受験する事、3年次終了までに110単位程度を取得している事、卒業時に教職免許状を確実に取得できる見込みである事、教育実習や介護体験等を除き、本プログラムで実施する講座に全て出席する事が可能である事、講座において指示された課題や予習・復習等をきちんと行うことが出来る事、英検2級、漢検2級以上の取得を目指す事となっている。教職採用試験対策特別プログラムの内容は一般教養、教職教養、対策講座、指導案作成、受験地区の教員採用選考問題の分析、小論文の個別指導、教育委員会人事担当者による特別講義などである。本プログラムは八王子キャンパスキャリアサポートセンターと東京アカデミーとの提携により行われている。

#### 基本情報技術者試験
帝京大学は国家資格の基本情報技術者試験（FE）の午前の部の免除制度の認定校になっている。

### 研究

#### 私立大学戦略的研究基盤形成支援事業
- 2件採択
- 2008年
  - 植物におけるステロイドホルモンの機能と系統[4]
- 2010年
  - 3Dリアルタイムナビゲーションを組み合わせたロボット支援外科手術による外科手術教育方法の開発[5]

### 附属機関
- 帝京大学医学部附属病院
- 帝京大学医学部附属溝口病院
- 帝京大学ちば総合医療センター
- 帝京大学医学部附属新宿クリニック
- 帝京大学スポーツ医科学クリニック
- 帝京豊郷台整骨院
- 帝京八王子整骨院
- 帝京大学心理臨床センター
- 薬用植物園（神奈川県相模原市緑区）
- 医学総合図書館（板橋キャンパス）

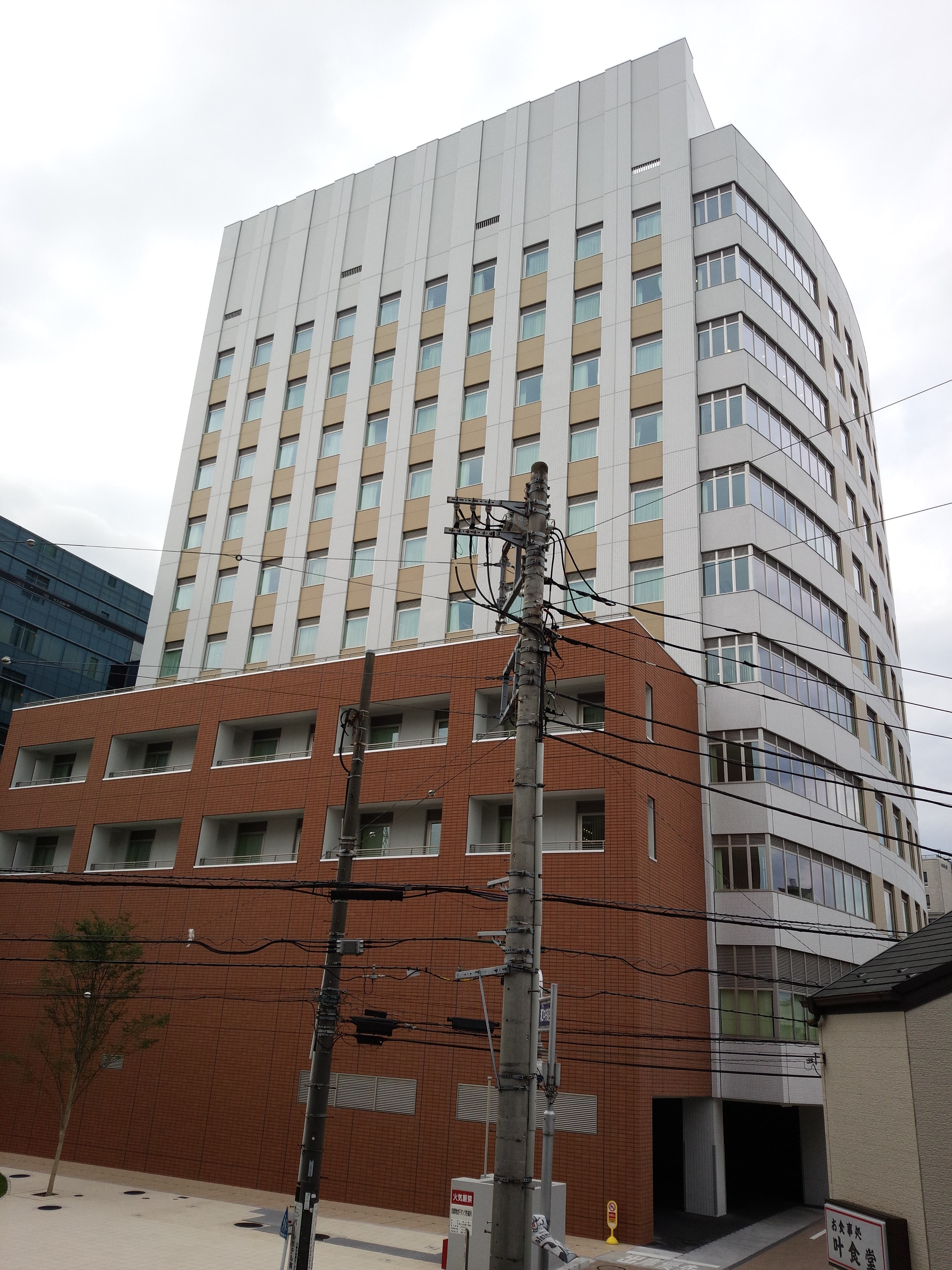
帝京大学医学部附属溝口病院

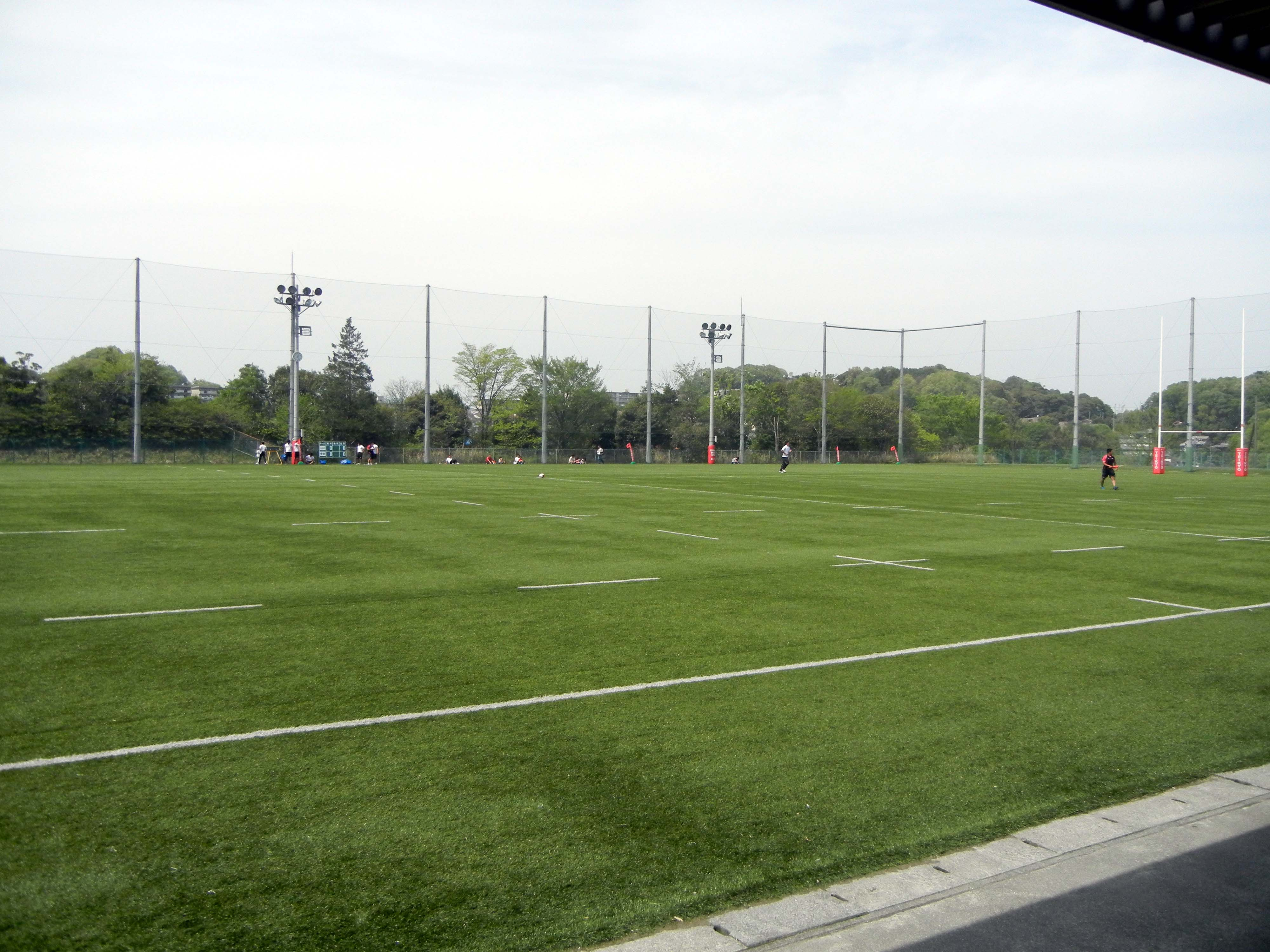
体育局ラグビー部グラウンド（東京都日野市）

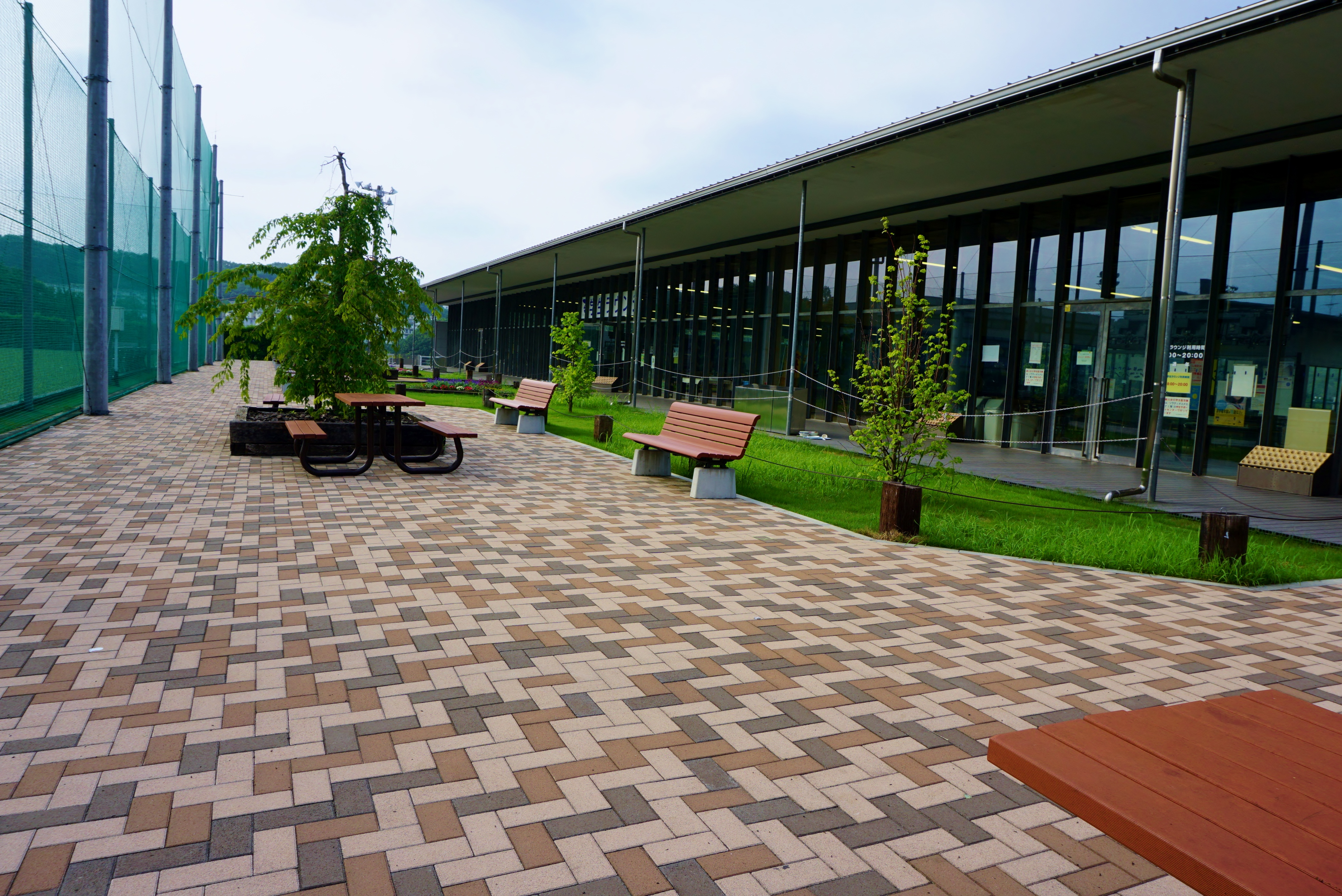
八王子キャンパス学生ラウンジ

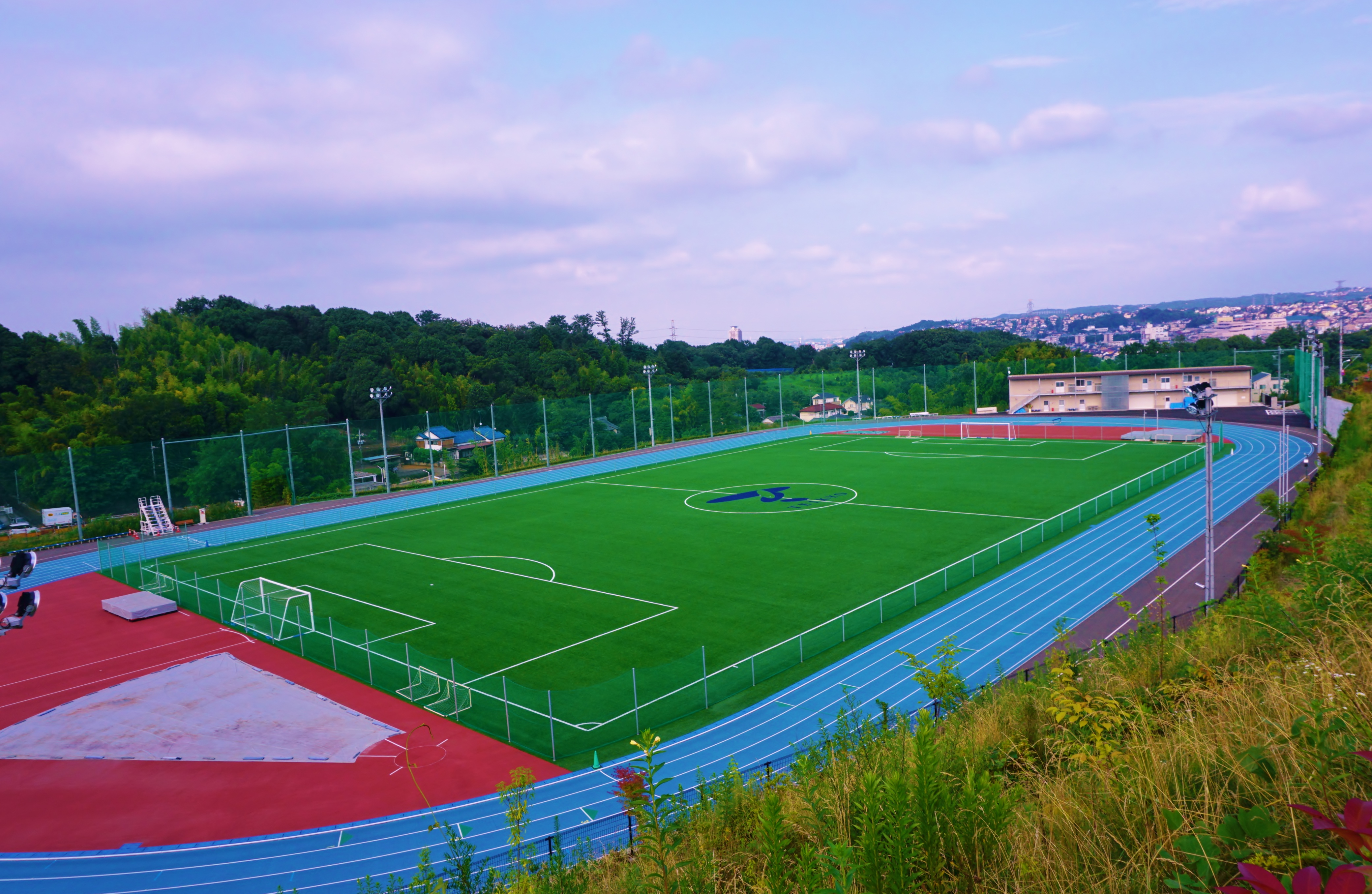
八王子キャンパス陸上競技場

- 帝京大学メディアライブラリーセンター（八王子キャンパス）
- 宇都宮キャンパス図書館（宇都宮キャンパス）
- 福岡医療技術学部附属図書館（福岡キャンパス）
- 帝京大学総合博物館（TUM）
- キャリアサポートセンター新宿サテライトオフィス
- 老人保健センター慈宏之里
- 老人保健施設つくも苑
- 北東京寿栄園
- あしたば中野学園
- 箱根セミナーハウス
- 株式会社帝京サービス
- 株式会社帝京サポート

### 附属研究所・センター
- 帝京大学先端総合研究機構
- 帝京大学アジア国際感染症制御研究所（ADC）
- 帝京大学医真菌研究センター
- 帝京大学医療共通教育センター（G-MEC）
- 帝京大学冲永総合研究所
- 帝京大学共通教育センター
- 帝京大学教職センター
- 帝京大学高等教育開発センター（CTL）
- 帝京大学産業環境保健学センター（T-COEH）
- 帝京大学ジョイントプログラムセンター（JPC）
- 帝京大学女性医師・研究者支援センター
- 帝京大学心理臨床センター
- 帝京大学スポーツ医科学センター
- 帝京大学戦略的イノベーション研究センター（SIRC）
- 帝京大学地域活性化研究センター（RCRR）
- 帝京大学知的財産センター（TTTC）
- 帝京大学文化財研究所
- 帝京大学ラーニングテクノロジー開発室
- 帝京大学臨床研究センター（TARC）
- 帝京大学シミュレーション教育研究センター
- 帝京大学宇宙機研究開発センター（宇都宮キャンパス）

## 学生生活

### 授業

#### 板橋キャンパス
授業の内容はほとんど決められており学生が授業を選んで取ることはほとんどない。

### クラブ活動
クラブ活動はキャンパスごとに行われており、キャンパスを横断する活動は公式にはほとんど行われていない。

#### 八王子キャンパス
強化指定クラブとしてラグビー部、硬式野球部、駅伝競走部、柔道部、チアリーディング部、剣道部、空手道部の7つの部が活動している。
クラブ活動は部・同好会・愛好会に分かれており、部・同好会・一部の愛好会にはクラブ棟（音楽系団体は3号館地階）に部室が与えられ、学友会運営部から活動費が支給される。愛好会から部・同好会に昇格するためには会員人数、既存の部・同好会との活動の重複の有無などの審査の上、既存の部・同好会の過半数の賛成が必要である。

### 大学祭
帝京大学ではキャンパスごとに大学祭が開催されている。文系学部が設置されている八王子キャンパスの大学祭は青舎祭（せいしゃさい）と呼ばれており、学生、来場者が一丸となって学術、文化活動を発揮する為の場となっている。また医療系学部が設置されている板橋キャンパスの大学祭の名称は帝桜祭（ていおうさい）、宇都宮キャンパスの大学祭は帝祭（みかどさい）、福岡キャンパスの大学祭は帝京祭とそれぞれ呼ばれる。

### スポーツ

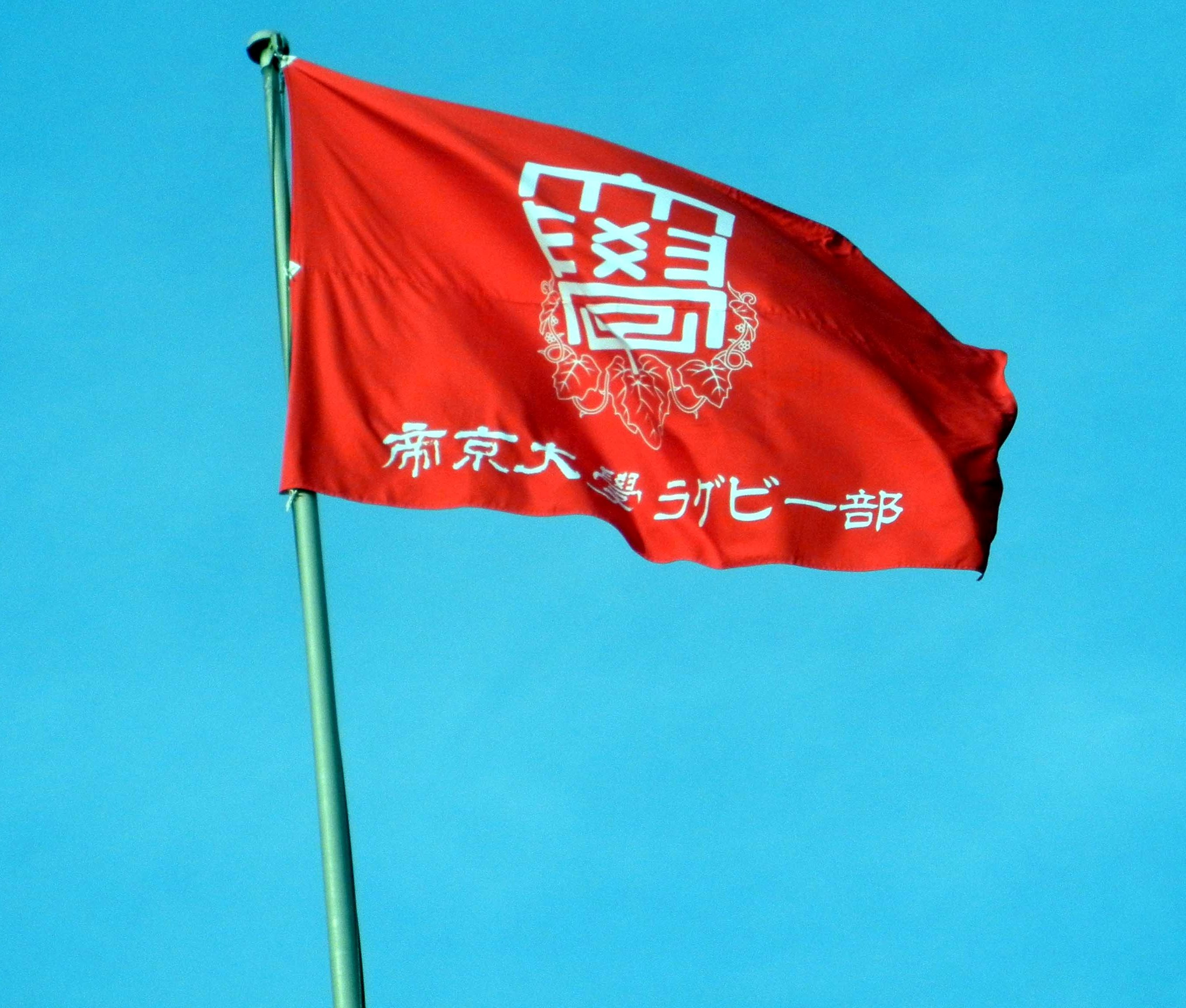
学友会体育局ラグビー部旗

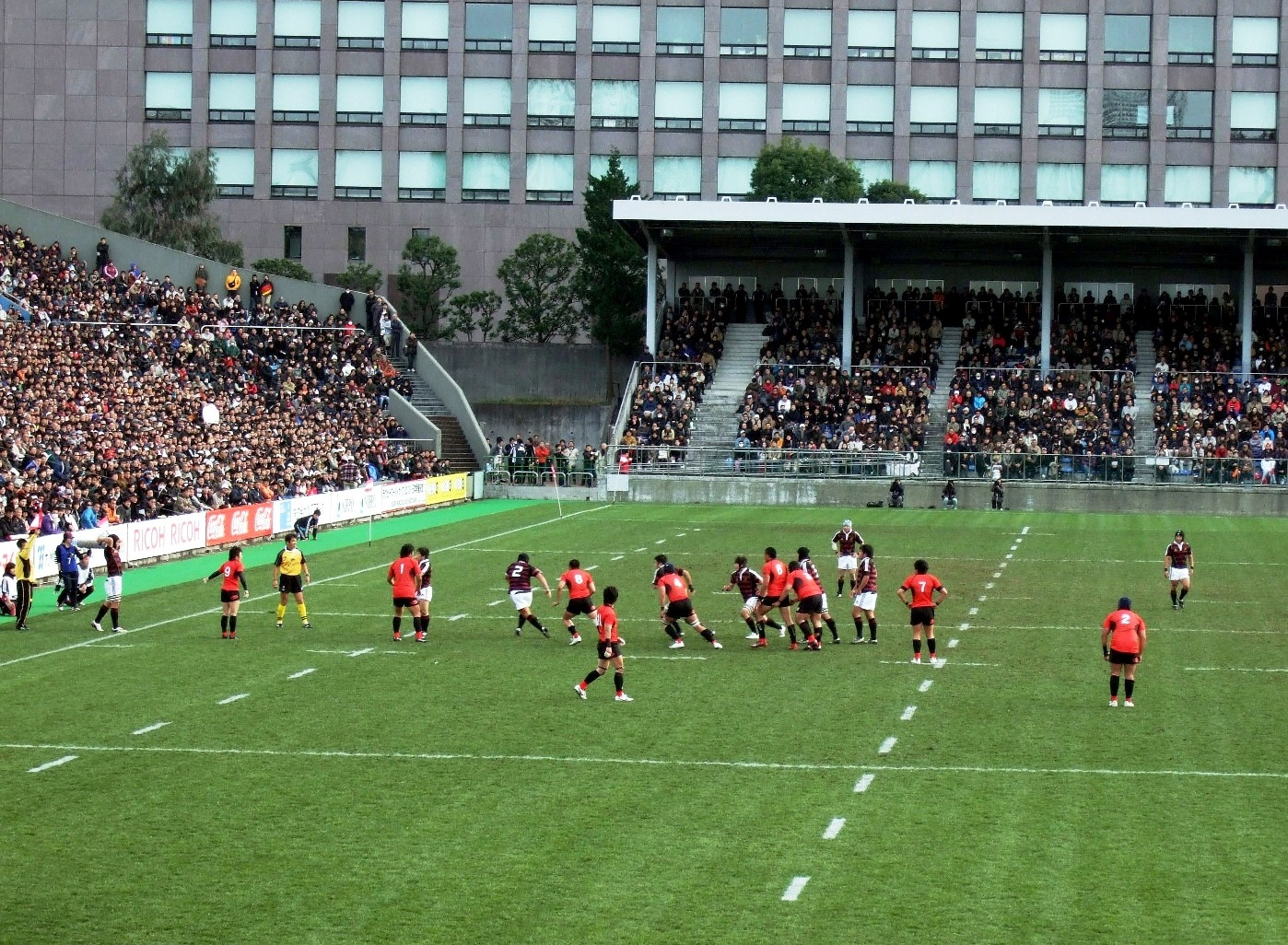
関東大学対抗戦のライバル校である早稲田大学と熱戦を演じるラグビー部（第46回全国大学ラグビーフットボール選手権大会・秩父宮ラグビー場）

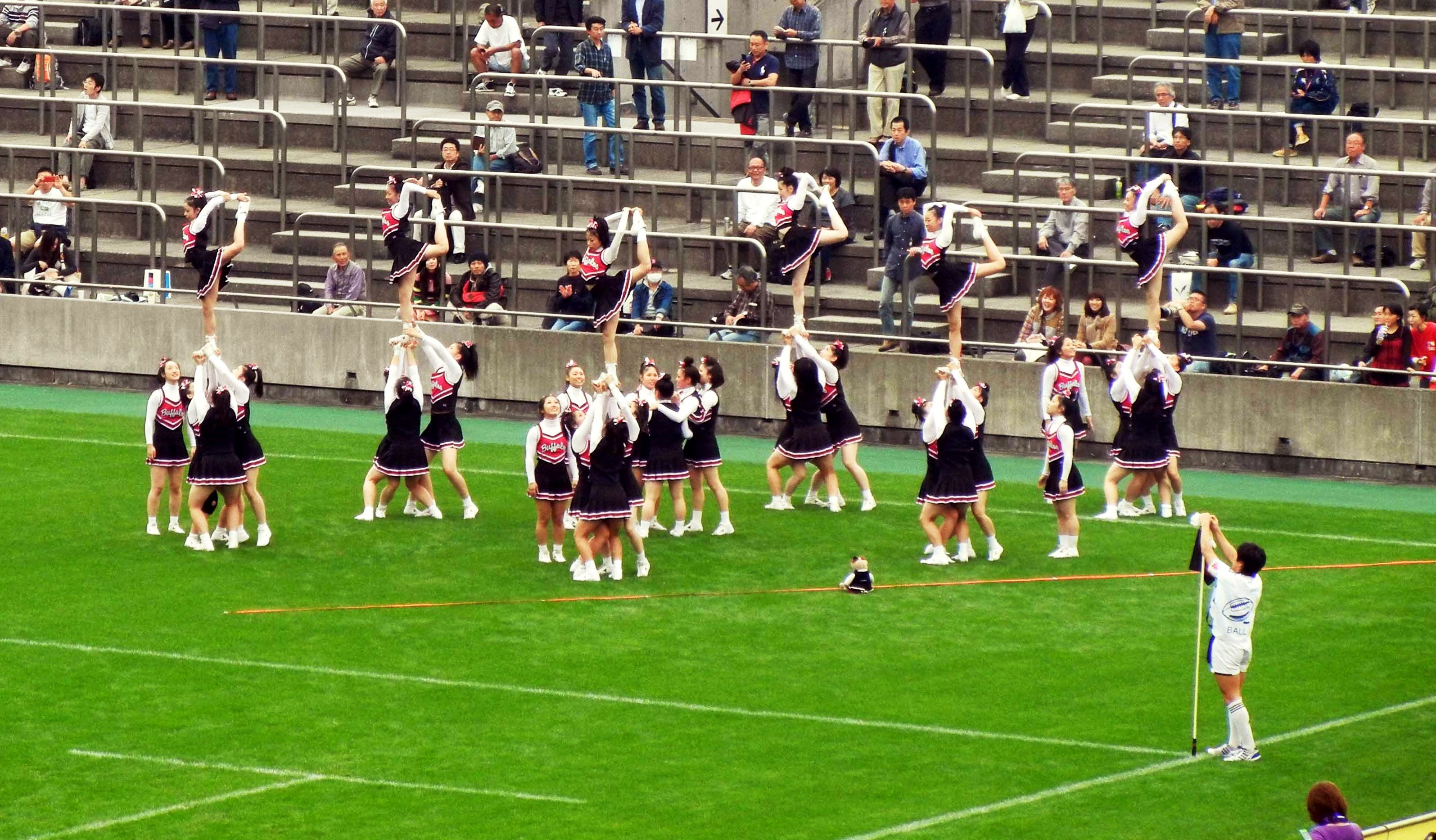
チアリーディング部BUFFALOSによる大学ラグビー公式試合のハーフタイムショーの様子

#### 強化クラブ
- ラグビー部は関東大学ラグビー対抗戦グループに所属している。第46回（2009年度）より第54回（2017年度）全国大学ラグビーフットボール選手権大会において大学日本一9連覇の記録を持つ。第61回大会（2024年度）で13回目の優勝を果たした。
- 硬式野球部は首都大学野球連盟に所属している。主なOBに青柳晃洋(元阪神タイガース)、里崎智也（元千葉ロッテマリーンズ）など。
- 柔道部は2009年度全日本学生柔道優勝大会女子5人制の部で優勝の記録を持つ。主なOGに谷亮子（国会議員・柔道家）、松本薫（ロンドンオリンピック金メダリスト・フォーリーフジャパン）など。
- チアリーディング部は日本チアリーディング協会（FJCA）に所属している。愛称はBUFFALOS（バッファローズ）で2014年度の全日本学生選手権で総合優勝を果たした[6]。

- 空手道部は全日本学生空手道連盟に所属している。第52回（2008年度）全日本大学空手道選手権大会で男子団体組手、女子団体組手、男子団体形、女子団体形の4種目で総合優勝の記録を持つ。主なOBに土屋秀人（空手家）など。
- 駅伝競走部は東京箱根間往復大学駅伝競走に過去21回出場している。第89回大会（2013年）と第96回大会（2020年）で総合4位（89回大会では往路7位、復路3位、96回大会では往路6位、復路3位、98回大会では往路2位）の記録を持つ。

#### 帝京大学スポーツ局
2022年4月、帝京大学におけるスポーツに関する取り組みを一体的に統括し、本学のスポーツ振興、学術研究・教育の充実、および学外連携・社会貢献を推進することにより、大学スポーツの価値を高めスポーツを通した社会の発展に寄与することを目的として「帝京大学スポーツ局」を設立した。初代局長にはラグビー部前監督岩出雅之が就任した。

### 奨学金制度
- 奨学特待生制度（入学試験において定められた基準点以上の成績の者・医学部を除く）
- 冲永奨学金
- 後援会奨学金
- 地域医療医師確保奨学金
  - 千葉県医師修学資金貸付制度
  - 静岡県地域医療医師修学資金
  - 福島県医学修学研修資金
- 看護学生奨学金制度
- スカラシップ奨学金
- 資格取得支援制度
- 特別奨学金制度

## 財務
帝京大学は運用資産が3911億円以上で、日本の私立大学の中で1位（2024年）。総資産で2位（2017年）。

## 大学関係者と組織

### 大学関係者組織
- 帝京大学医学部同窓会
- 帝京大学薬学部同窓会
- 帝京大学医師会
- 帝京薬学会

## 施設

### キャンパス
- 板橋キャンパス
  - 大学本部

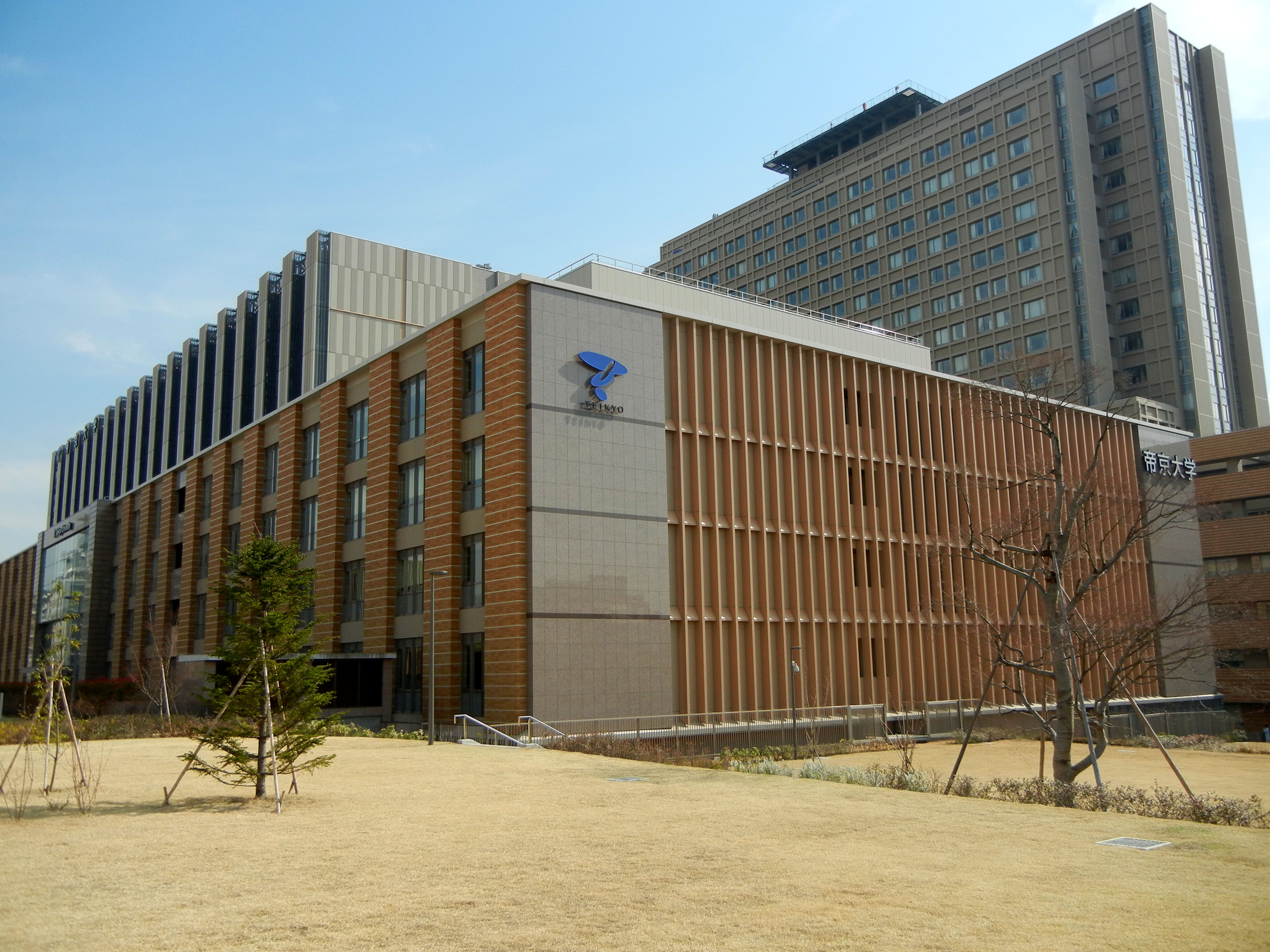
板橋キャンパス本館

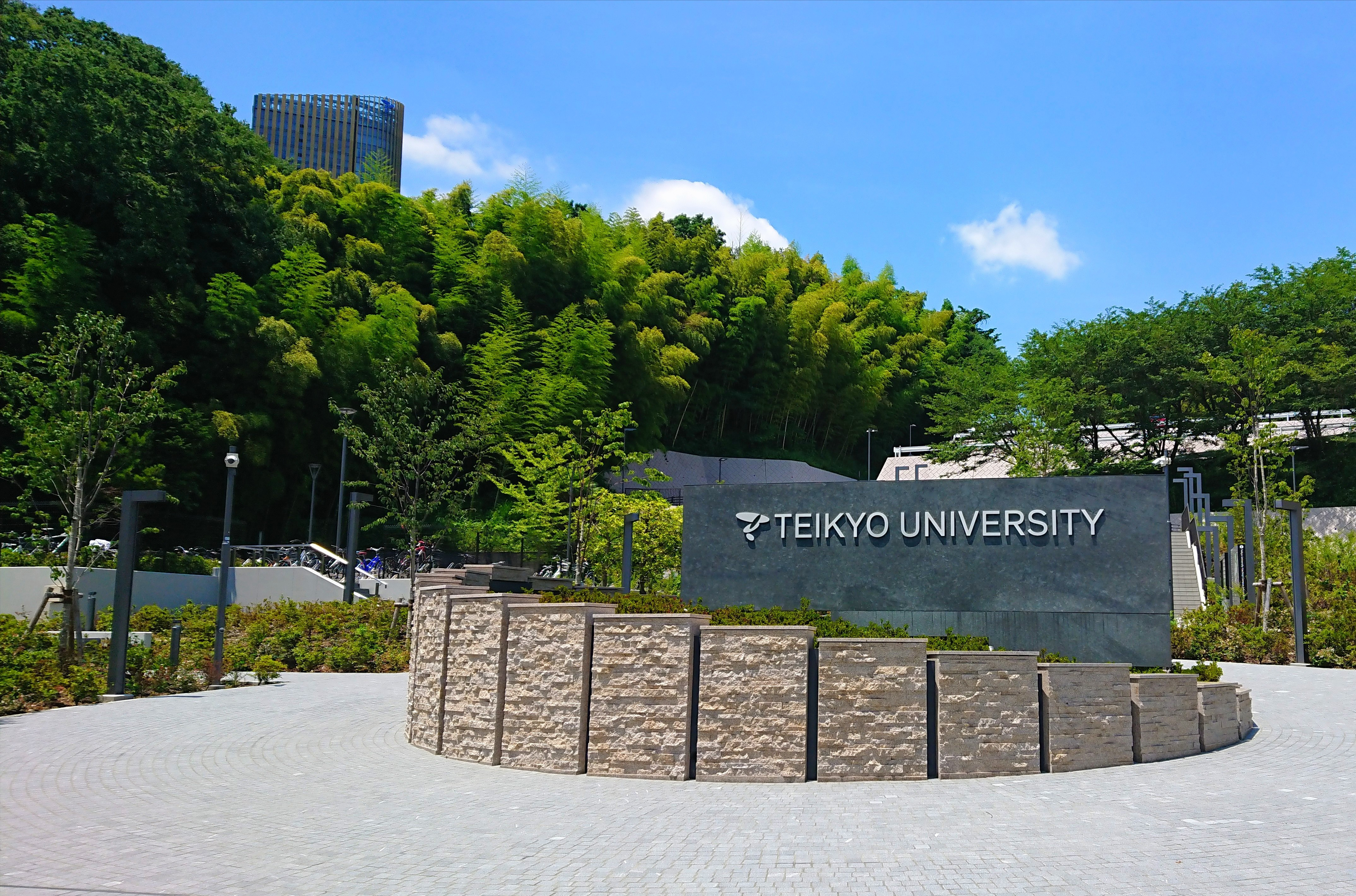
八王子キャンパス正門

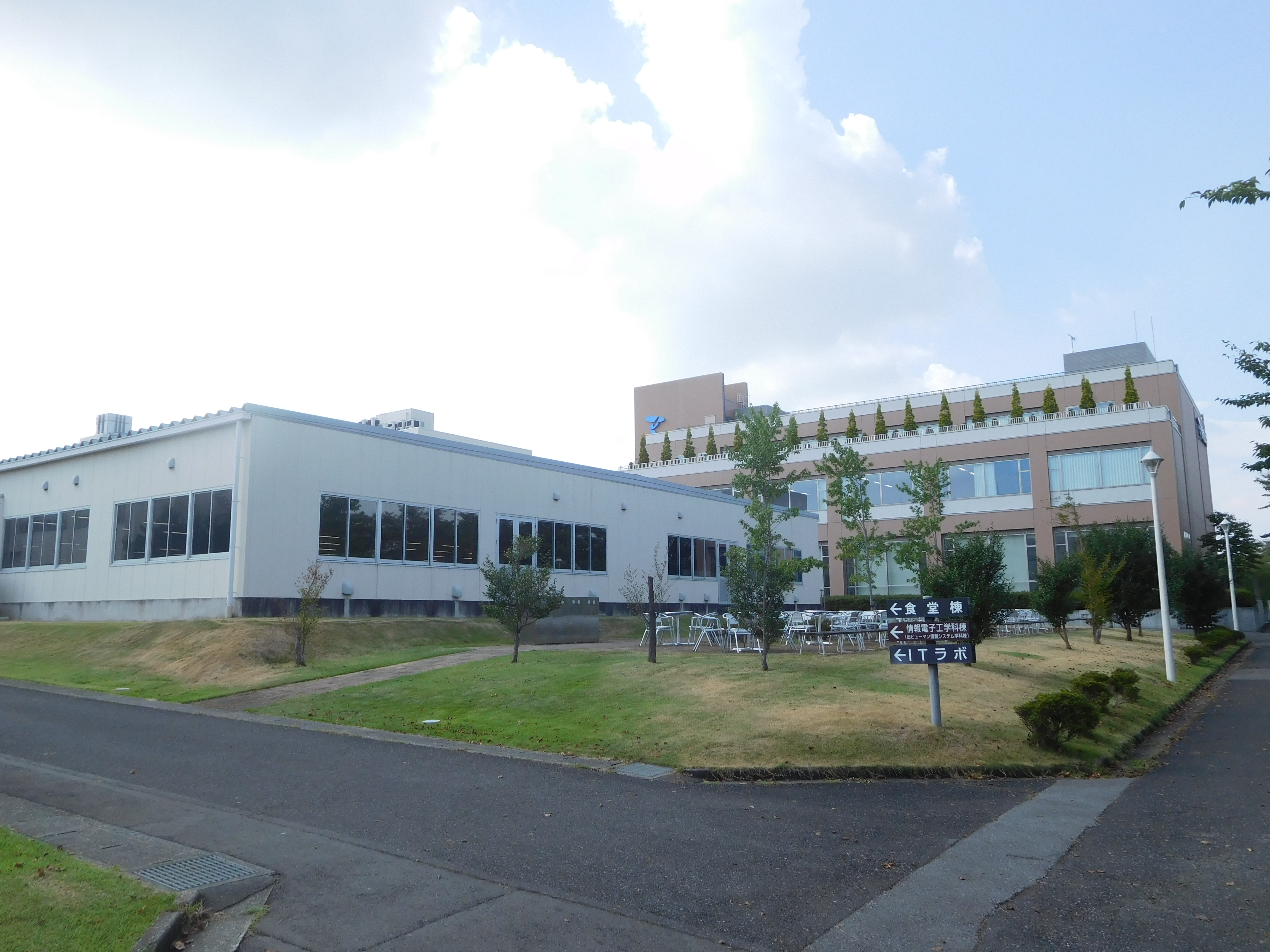
宇都宮キャンパス

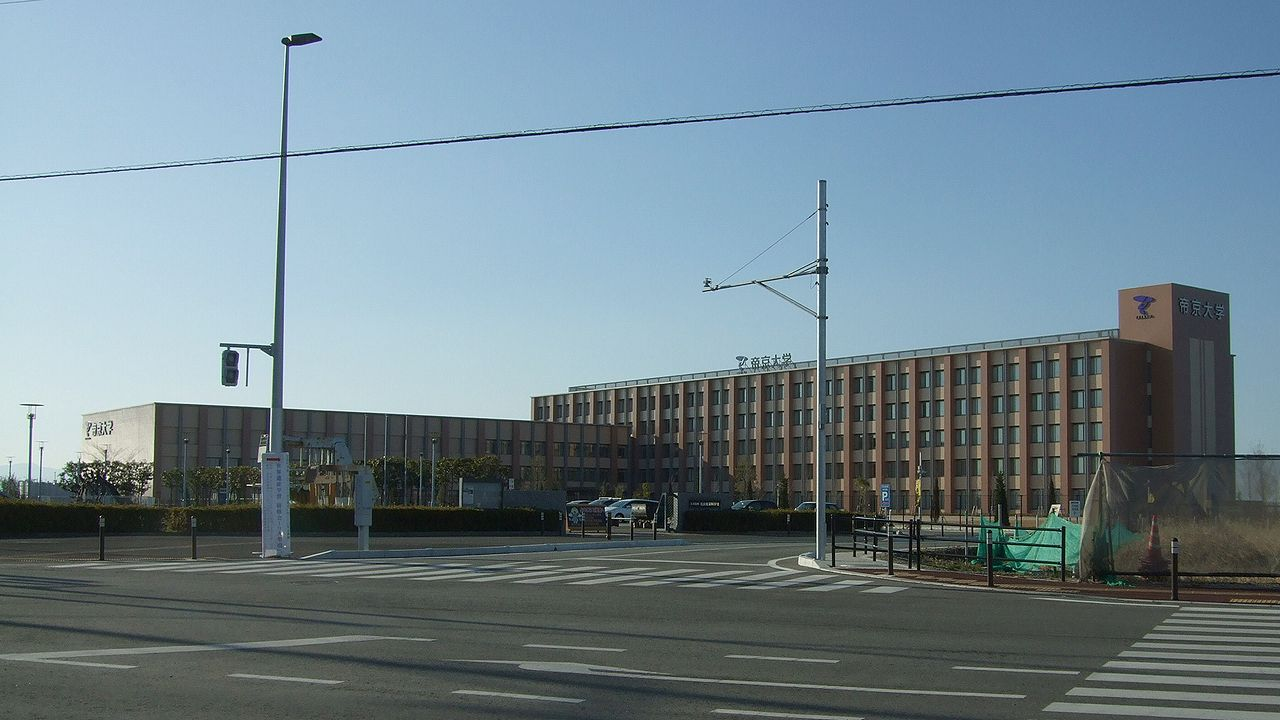
福岡キャンパス

  - 使用学部 - 医学部、薬学部、医療技術学部視能矯正学科、医療技術学部看護学科、医療技術学部診療放射線学科、医療技術学部臨床検査学科、医療技術学部スポーツ医療学科救急救命士コース
  - 使用研究 - 医学研究科、薬学研究科、医療技術研究科、助産学専攻科、公衆衛生学研究科
  - 使用施設 - 帝京大学医学部附属病院
  - 交通アクセス - JR埼京線十条駅、都営三田線板橋本町駅より徒歩約10分。
- 八王子キャンパス
  - 使用学部 - 経済学部（地域経済学科を除く）、法学部、文学部、外国語学部、教育学部、医療技術学部スポーツ医療学科健康スポーツコース、医療技術学部スポーツ医療学科トップアスリートコース
  - 使用研究科 - 法学研究科、経済学研究科経済学専攻、経済学研究科経営学専攻、文学研究科、外国語研究科、教職研究科（教職大学院）
  - 交通アクセス - 京王線聖蹟桜ヶ丘駅・高幡不動駅、京王相模原線多摩センター駅より京王バス「帝京大学構内行」約15分終点下車。多摩都市モノレール大塚・帝京大学駅より徒歩15分。
- 宇都宮キャンパス
  - 使用学部 - 理工学部、医療技術学部柔道整復学科、経済学部地域経済学科
  - 使用研究科 - 理工学研究科、医療技術学研究科柔道整復学専攻、経済学研究科地域経済政策学専攻
  - 交通アクセス - JR宇都宮駅・東武宇都宮駅より関東自動車バス「豊郷台・美術館・帝京大学行」約20分帝京大学下車。
- 福岡キャンパス
  - 使用学部 - 福岡医療技術学部
  - 交通アクセス - JR大牟田駅より西鉄バス大牟田帝京大学線「帝京大学福岡キャンパス（直行）」約6分帝京大学福岡キャンパス下車。
- 霞ヶ関キャンパス
  - 東京都千代田区の平河町森タワー9階に設置されたキャンパスであり、東京都主催の大学等委託訓練講座が開催されるほか、キャンパス内事務室には帝京大学グループの事務局と帝京大学自己点検・評価推進室が設置されている。キャンパス内には第1〜第5教室（各教室定員30〜42名）があり、帝京大学大学院の講義や公開市民公開講座などに利用される。また学生ラウンジでは学生が自由に休憩時間を過ごせたり、新聞、各種図書、雑誌を閲覧することが出来る。
  - 交通アクセス：東京メトロ永田町駅より徒歩約1分、東京メトロ赤坂見附駅より徒歩約6分。

### ソラティオ スクエア（SORATIO SQUARE）

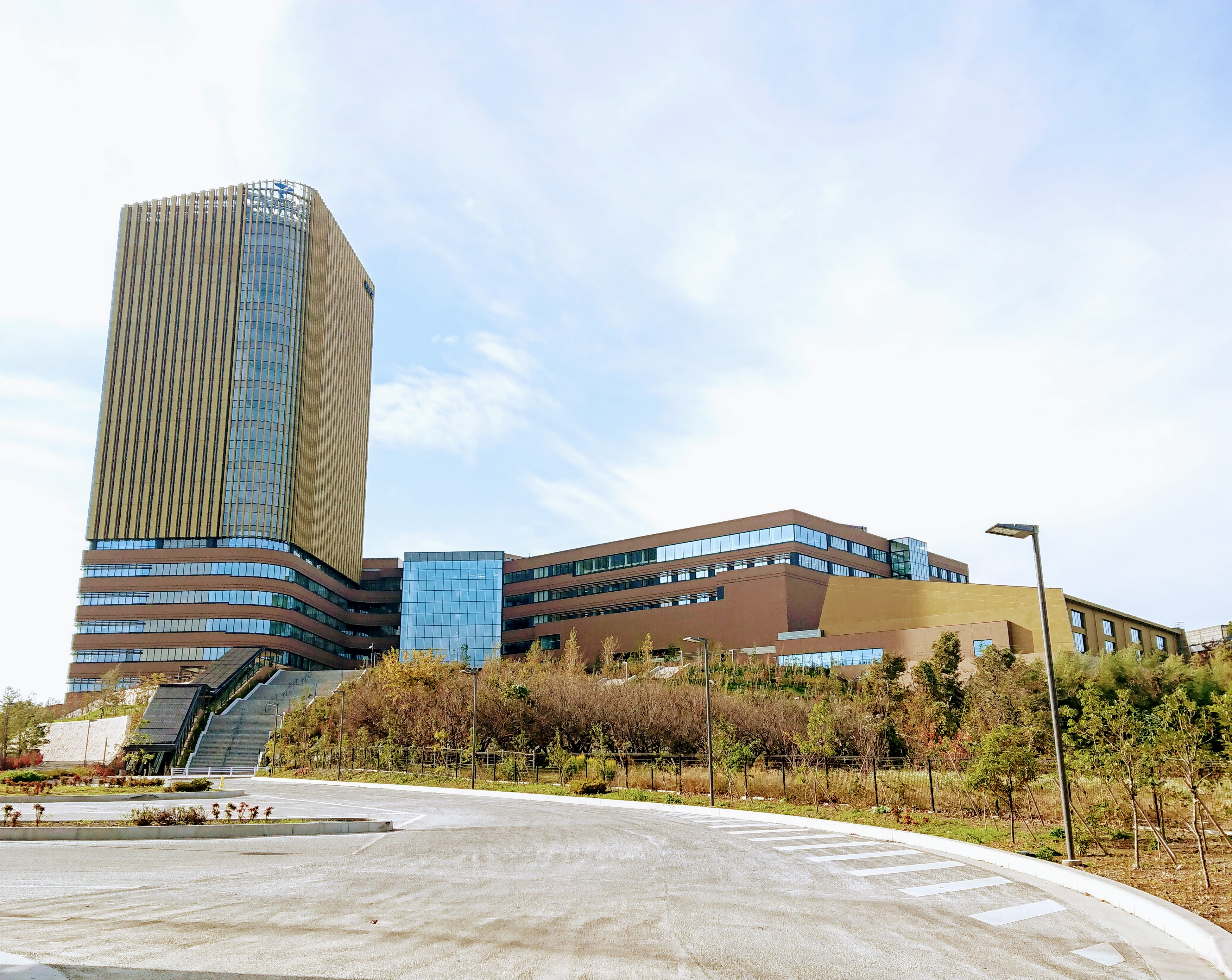
地上21階･地下2階の高層タワー校舎であるソラティオ・スクエア（八王子キャンパス）

ソラティオ スクエア（SORATIO SQUARE・設計：NTTファシリティーズ、施工：大林組、RC免震構造、地上21階・地下2階、最高部の高さ99.79m、延床面積9万3,000m2）は八王子キャンパスのシンボリックな高層タワー校舎であり、21階建て高層棟と6階建て低層棟からなる。ソラティオ スクエア高層棟にはさまざまな講義などが行われる教室や研究室、大学事務部、総合博物館などが入居し、最上階の21階には懇親会などが開催される、高級ホテルのラウンジをおもわせるスカイラウンジが設置されている。低層棟には最大収容人数1,005席の多目的ホールであるキュリオシティホールや銀座スエヒロ運営である座席数1,000席の学生食堂ソラティオキッチン、体育などの授業やクラブ活動で使用されるソラティオアリーナが入居する。

### メディアライブラリーセンター（MELIC）
帝京大学メディアライブラリーセンター（Media Library Center・略称：MELIC）はメディア施設を備えた図書館であり八王子キャンパスに設置されている。設計はBunkamuraオーチャードホールなどを手掛けた石本建築事務所。建物は地上4階・地下1階（施工：東急建設・SRC免震構造・延床面積8,344m2）、館内は蔵書数85万冊、閲覧席数1,805席、学術雑誌や洋書、和書のフロアとPCステーションやAVブースなどのメディア施設で各フロアが構成されている。また一般書籍や専門書だけでなく、各種雑誌や映像アーカイブなども含めた幅広い分野の資料を収蔵している。入館ゲートのチェックインは学生証（ICカード）で行い、学生や教職員だけでなく卒業生や多摩地区に在住、勤務する一般市民にも広く公開されている。

### 臨床大講堂
臨床大講堂は医療系3学部（医学部・薬学部・医療技術学部）が設置された板橋キャンパス本部棟に入居する最大収容人数448名の講堂である。各座席は前面に収納可能なスライド式の小型デスクを備えており、前方の視界を妨げないように講堂全体が劇場の座席配列のように階段状になっている。また壇上には国際会議で使用される同時通訳システムや可動式の大型スクリーンを備えたプロジェクターを完備している。臨床大講堂は学内外の医療従事者を対象に有識者による研修、講演会が行われるほか、板橋区や北区などの一般市民を対象にした市民公開講座に利用されている。

### 心理臨床センター
帝京大学心理臨床センターは大学院文学研究科臨床心理学専攻の研究機関であると同時に多摩地区市民のメンタルヘルスケアを目的として八王子キャンパスに設置されている。利用者の支援内容は心理療法（カウンセリング）、家族療法、遊戯療法、心理検査（ロールシャッハ）、コンサルテーションなどである。子どもの発達の遅れや不登校、対人関係の悩みなどについて臨床心理学専攻の大学院生や臨床心理士のカウンセラーがカウンセリングや様々な心理療法を実施する。

## 学外施設

### 箱根セミナーハウス
帝京大学箱根セミナーハウスは神奈川県足柄下郡箱根町強羅（小田急箱根強羅駅より徒歩5分）に位置し、本館と別館の2棟からなる。本館、別館それぞれに客室、セミナールーム、天然温泉（本館：源泉かけ流し温泉、別館：循環式温泉）、また別館にダイニングルームを備えており、収容人数は本館34名、別館27名の最大宿泊可能人数は61名である。箱根セミナーハウスは学生のゼミや各種サークルの合宿、教職員の研修会などに利用され、学生・教職員だけでなく帝京大学グループ系列学校の学生・生徒や教職員、および大学病院など医療機関の職員がリーズナブルに利用出来る福利厚生施設である。

## 対外関係

### 自治体との協定
- 東京都板橋区との地域連携に関する基本協定
- 東京都北区との連携協力に関する包括協定
- 千葉県との地域医師確保協定
- 静岡県との地域医師確保協定
- 福島県との地域医師確保協定

### 大学との協定（国内）
全国私立大学FD連携フォーラム
日本の私立大学がファカルティ・ディベロプメント（Faculty Development、通称：FD）分野において、互いに協力し、学生・規模・多様性等の共通の課題を持つ、学部学生数が概ね8千人以上で中程度以上の規模の私立総合大学が連携することを目的として設立された組織、及び大学間協定である。幹事校及び会員校は早稲田大学、明治大学、神奈川大学、同志社大学、立命館大学、甲南大学、帝京大学など国内23校の私立総合大学で構成されている。
大学コンソーシアム八王子
法政大学、中央大学、首都大学東京、帝京大学を始めとした首都圏の学術都市である東京都八王子市域の23校の大学、短期大学、専門学校で構成されている。コンソーシアムの事業内容は各校による単位互換制度、FD・SD事業、産学共同研究事業（インキュベーション）、研究費等助成事業などである。
八王子学園都市大学
八王子学園都市大学（愛称：いちょう塾）は帝京大学を含む東京都八王子市域23校の大学、短期大学、専門学校による八王子市民および18歳以上の学習意欲のある方を対象とした市民講座で、東京都八王子市と八王子市域23校の大学、短期大学、専門学校による産官学連携により運営されている。講座の内容は受講生を対象としたクラス単位の講義と、一般市民を対象にしたさまざまな教養や文化的講義を各大学、短期大学、専門学校の教員等が持ち回りで行う公開講座がある。なお講座修了者には事務局より講座修了書が授与される。
大学コンソーシアムとちぎ
栃木県内の高等教育機関で構成され、各機関の教育・研究を充実・発展させ、広く地域社会や産業界の活性化に貢献することを目的としている。事業としては、各機関による単位互換制度、グローバル人材育成プログラムなどがある。栃木県に宇都宮キャンパスを有する帝京大学も参加している。

### 大学との協定（海外）
国際・学術交流等協定校
 アメリカ合衆国
- ハーバード大学
- コロラドハイツ大学
- コロンバス州立大学

 イギリス
- オックスフォード大学
- ケンブリッジ大学
- ダラム大学

台湾
- 台北医学大学

 韓国
- 慶熙大学校
- 龍仁大学校
- 水原大学校
- 東亜大学校

 中国
- 北京語言大学
- マカオ大学
- ハルビン医科大学
- 吉林財経大学
- 上海交通大学国際教育学院
- 中国浙江工業大学
- 北京第二外国語大学

## 社会との関わり

### 八王子キャンパス学生チャレンジ制度
八王子キャンパス学生チャレンジ制度は学生自らが挑戦したいベンチャービジネス、文化創造などのプロジェクトを立案、企画し、学内選考を経て大学がプロジェクト達成のため助成金を支給する制度である。学内公募に際しては社会貢献や地域貢献につながる学生ならではの柔軟な発想を活かした企画、大学価値向上に寄与する企画を基本コンセプトとし、書類審査（1次選考）、プレゼンテーション（2次選考）を経て1件採択あたり上限30万円の助成金（返還義務はなし）が支給される。文系5学部を擁する総合大学である帝京大学のスケールメリットを生かし、経済学部、法学部、文学部、外国語学部、教育学部の八王子キャンパス文系学部の学生および教職員を横断したプロジェクトメンバーの構成も可能である。

### メリック（MELIC）共読ライブラリープロジェクト
文系学部が設置された八王子キャンパス図書館メリック（MELIC）では、2012年4月より共読ライブラリーという読書推進プロジェクトを実施している。これはお互いに本を「読み合い・薦め合い・評し合う」新しい読書の形態であり、総合的で継続的な共読プログラムを実施することにより主体的な読書行動を習慣化したり、学習基礎力の底上げして学士力向上と情報収集の方法獲得を目的としている。
共読ライブラリープロジェクトの学生スタッフは、共読サポーターズと呼ばれ、帝京大学生の一般公募により40〜50名で構成され、MELIC・MONDO書架の企画運営、MELICブッククラブのメンバーとしての企画・運営・参加、共読に関するワークショップ、イベント等の実施サポート、プロジェクトの普及、宣伝活動、会報の発行を行っている。
またメリック（MELIC）にCollege MONDO（カレッジ問答）と呼ばれる書架群を設置し、本棚側面を黒板本棚にしてチョークで本評などを書けるユニークなデザインになっている。さらに2年に一度開催されるSpecial MONDOというイベントでは読書家の著名人をメリックに招待し、帝京大学生の問いや悩みに対して読書家の著名人が適切な図書をお勧めするという内容で2012年度は蒼井優と又吉直樹、2014年度は知花くららがメリック（MELIC）に来館し、共読ライブラリープロジェクトを通じて帝京大学生との交流を深めている。

### 小型人工衛星“TeikyoSat-3”打ち上げプロジェクト
理工学部航空宇宙工学科宇宙システム研究会では2007年よりTeikyoSatと呼ばれる小型人工衛星の研究・開発を進めている。当研究会は、東京工業大学・東北大学・東京都市大学などの各大学理工系学部宇宙システム研究会が加盟する大学宇宙工学コンソーシアム (UNISEC) に所属し、以下の4つのシステムを小型人工衛星 TeikyoSat-3 に搭載している。
- 衛星の機体温度と外気温度をリアルタイムで伝えるシステム
- エネルギーを得るためのソーラーパネル
- 機体の位置を知らせるためのGPSの搭載
- 宇宙から地球を撮影するためのシステム

第18回（2010年度）衛星設計コンテスト（主催：独立行政法人宇宙航空研究開発機構・後援：文部科学省）では小型人工衛星 TeikyoSat-3 が日本機械学会賞を受賞した。また2014年2月にJAXAとの共同プロジェクトにより種子島宇宙センターより打ち上げられたH-IIAロケット23号機に相乗り搭載する公募小型副衛星（軌道種類：太陽同期準回帰軌道・投入軌道：628 km）として、当プロジェクトのTeikyoSat-3（H350×W300×D300 [mm],重量約20 kg）のほか筑波大学（衛星名: ITF-1）、大阪府立大学（衛星名: OPU SAT）を含む7大学のプロジェクトが採択された。
TeikyoSat-3 は、宇宙環境における微生物観察副衛星 (重量: 21 kg)として微生物（粘菌）を搭載し、微小重力や放射線が粘菌に与える影響を分析・観察することをミッションにしており、2014年2月28日に打ち上げられた。しかし、無線通信または制御系の不具合により、粘菌の育成・観察は達成出来なかったため、後継機である4号機を現在開発中である。

## 系列学校
学校法人帝京大学では設置している教育機関を大学を頂点とする附属学校ではなく同格の系列学校としている。また学校法人帝京大学が設置する教育機関のほか、複数の学校法人からなる下記の帝京大学グループが設置している教育機関が存在している。
- 大学
  - 帝京大学
  - 帝京平成大学（東京都豊島区）
  - 帝京科学大学（東京都足立区）
- 短期大学
  - 帝京大学短期大学（東京都八王子市）
  - 帝京短期大学（東京都渋谷区）
  - 帝京学園短期大学（山梨県北杜市）
- 専門学校
  - 帝京高等看護学院（東京都板橋区）
  - 帝京山梨看護専門学校（山梨県甲府市）
- 高等学校・中学校
  - 帝京大学中学校高等学校（東京都八王子市）
  - 帝京大学系属帝京中学校・高等学校（東京都板橋区）
  - 帝京八王子中学校・高等学校（東京都八王子市）
  - 帝京大学可児高等学校中学校（岐阜県可児市）
  - 帝京安積高等学校（福島県郡山市）
  - 帝京第三高等学校（山梨県北杜市）
  - 帝京第五高等学校（愛媛県大洲市）
  - 帝京冨士中学校・高等学校（愛媛県大洲市）- 2021年3月 閉校
  - 帝京長岡高等学校（新潟県長岡市）
- 小学校
  - 帝京大学小学校（東京都多摩市）
  - 帝京大学可児小学校（岐阜県可児市）
- 幼稚園
  - 帝京幼稚園（東京都板橋区）
  - 帝京大学幼稚園（東京都八王子市）
  - 帝京にしき幼稚園（東京都品川区）
  - 帝京めぐみ幼稚園（東京都渋谷区）
  - 愛媛帝京幼稚園（愛媛県大洲市）
  - 認定こども園三葉幼稚園（愛媛県松山市）
  - 帝京長岡幼稚園（新潟県長岡市）
- 教育機関（海外）
  - 帝京ロンドン学園（グレートブリテンおよび北アイルランド連合王国ロンドン特別区）
  - 帝京香港幼稚園（中華人民共和国香港特別行政区）
  - 帝京マレーシア日本語学院（マレーシア連邦クアラルンプール）